# ربلة (ساق)
الرَّبْلَة (بالإنجليزية: calf)‏ وتُسمى أيضاً بطة الرجل هي العضلة الخلفية الموجودة في الساق، ولها وظائف مهمة للمساعدة في ميكانيكية المشي والركض.